# Víctor Chust García
Víctor Chust García (València, 5 de març de 2000) és un futbolista valencià que juga com a defensa a l'Elx CF, cedit pel Cadis CF.

## Carrera esportiva
Natural de València, va començar a formar-se al planter del Valencia Club de Fútbol fins que a dotze anys va passar al futbol base del Real Madrid Club de Fútbol. Allà va anar ascendint pels equips infantils i cadets fins a arribar al primer euquip juvenil el 2017. S'hi va estar fins a la temporada 2019-20, a les ordres de Raúl González, exjugador històric del club, i formà part de la plantilla que va guanyar la Lliga Juvenil de la UEFA en derrotar a la final el Sport Lisboa e Benfica juvenil per 2-3. En la competició hi disputà 7 partits, que sumà als 8 disputats en el seu debut en la competició la temporada anterior. Després de compaginar partits entre el juvenil i el filial, el Real Madrid Castilla Club de Fútbol —on va debutar el 25 d'agost de 2019—, fou assignat definitivament al filial per la temporada 2020-21.
Durant el nou curs en la Segona Divisió "B", i també sota la direcció de Raúl González, es va consolidar com el defensa central de l'equip alhora que va compaginar les seves actuacions amb el primer equip, el Reial Madrid Club de Futbol, dirigit per Zinédine Zidane.
El 20 de gener de 2021 va fer el seu debut en el primer equip en Copa del Rei, en un partit disputat en l'estadi El Collao enfront del Club Esportiu Alcoià que va acabar amb derrota madridista, partint com a titular. Va jugar dos partits més en el qual restava de temporada i a l'agost va ser cedit sense opció de compra al Cadis Club de Futbol.
El 6 de juliol de 2022, el Cadis i el Reial Madrid van arribar a un acord pel traspàs de Chust al club andalús, amb el Madrid mantenint una part dels drets del jugador.

## Internacional
Ha estat internacional sub-17, sub-19 i sub-21 amb Espanya.